# Femi Robinson
Femi Robinson, né le 27 septembre 1940 à Abeokuta et mort le 20 mai 2015 à Lagos, est un acteur nigérian.

## Biographie
Après avoir étudié la botanique à l'université Obafemi Awolowo, il se consacre au théâtre et à la télévision. Il est très connu au Nigeria pour avoir tenu le rôle principal de la série télévisée The Village Headmaster, diffusée de 1968 à 1988,.
Administrateur de théâtre, il a aussi été le premier directeur des programmes de la télévision de l'État d'Ogun (OGTV).